# Ріхард Тесаржик
Рі́хард Теса́ржик (чеськ. Richard Tesařík; 3 грудня 1915 — 27 березня 1967) — чехословацький військовослужбовець, генерал-майор, Герой Радянського Союзу (1943). Під час німецько-радянської війни 1941—1945 — командир роти легких танків Першої чехословацької окремої бригади в СРСР. Рота під командуванням Тесаржик, зокрема, брала участь в боях 5-9 листопада 1943 за визволення Києва.

## Життєпис
Народився 3 грудня 1915 року в Празі, змалку виховувався в патріотичному дусі.
Брав участь у зіткненнях з мадярами у Словаччині в 1939 році. Влітку того ж року зіткнувся з німецькими солдатами, які після Судет зайняли решту з усієї Чехословацької республіки  та емігрував до Польщі, де у складі польських військ бився з німцями. Досить швидко Польща стала розділена між нацистською Німеччиною та СРСР, а Р.Тесаржик як і багато інших польських та чехословацьких військовиків був інтернований радянською стороною.
На початку 1942 року він залучений до новоствореного 1-го окремого чехословацького батальйону, що формувався в СРСР з колишніх чехословацьких військовиків. Батальйон очолював полковник Людвік Свобода, формування частини відбувалось Бузулуку (Оренбурзька область). У першому своєму бою під Соколово у березні 1943 року батальйон себе гарно проявив і невдовзі був доукомплектований і став 1-ю окремою Чехословацькою піхотною бригадою, яка після низки боїв вже на початок листопада 1943 року вибивала німців з Києва. За вміле командування танковою ротою у битві за Київ Ріхард Тесаржик був нагороджений званням Героя Радянського Союзу разом з Антоніном Сочор і Йозефом Буршиком. Пізніше, як командир танкового батальйону брав участь у Східно-Карпатській операції, у ході якої в бою за оволодіння висоти 694 («Гирова гора») був сильно поранений та втратив око.
Після війни навчався в Військовій академії бронетанкових і механізованих військ РСЧА імені Сталіна.
Повернувшись до Чехословаччини проходив службу на командних посадах у Чехословацькій народній армії. Робота Ріхарда Тесаржика у цей період супроводжувалась скандалами конфліктами зі своїм керівництвом, а в 1953 році він був навіть заарештований та позбавлений волі на 9 місяців. Проте згодом і надалі проходив службу в ЧНА: з листопада 1954 року на посаді командувача 13-ї танкової дивізії, з 1956 року — заступник командира 1-во військового округу ЧНА, а з 1958 року — заступник командуючого 4-ї армії ЧНА. У 1959 році направлений на навчання до Військової академії Генерального штабу Збройних сил СРСР в Москву, звідки був відізваний після чергового скандалу.
У листопаді 1960 року виключений з Комуністичної партії Чехословаччини і звільнений з лав Чехословацької народної армії.
Помер 27 березня 1967 від інфаркту. Похований у Празі.

## Нагороди
Нагороджений багатьма радянськими, чехословацькими, польськими та іншими нагородами.